# Калиспел
Калиспел (на английски: Kalispell) е град в окръг Флатхед, щата Монтана, САЩ. Калиспел е с население от 14 223 жители (2000) и обща площ от 14,1 km². Намира се на 901 m надморска височина. ЗИП кодът му е 59901-59904, а телефонният му код е 406.